# Uwe Brückner

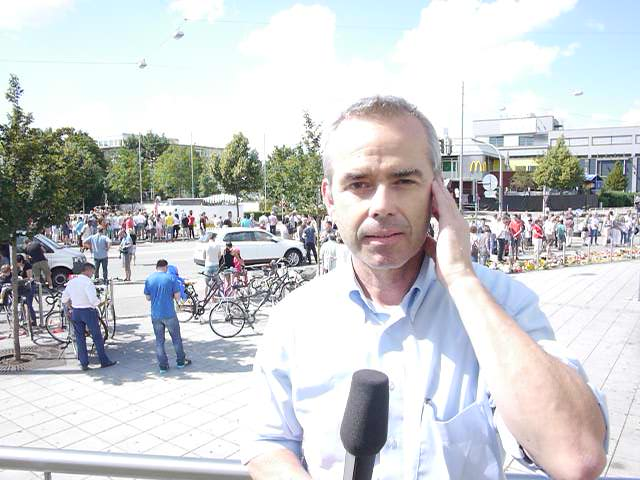
Uwe Brückner (2016)

Uwe Brückner (* 14. September 1960 in Bad Rodach) ist ein deutscher Fernsehjournalist, Filmemacher und Medienwissenschaftler.

## Leben
Brückner erlangte die Hochschulreife im Jahr 1980 am Musischen Gymnasium Albertinum in Coburg. Nach dem Grundwehrdienst absolvierte er ein Studium der Fernsehpublizistik und Dokumentarfilm an der Hochschule für Fernsehen und Film München. Er war Programmleiter des RTL-Landesfensters TV BAYERN live und ist Gründer und Projektleiter des Spartenanbieters plenum.tv sowie Leiter der Abteilung service & production beim Regionalraumsender München TV. Mit Gästen aus Politik und Kultur bestritt er zwischen 2013 und 2018 das politische Talkformat Bayern im Blick.
Als Redakteur der Telezeitung München war Brückner am ersten deutschen Privatfernsehprojekt (Start am 1. April 1984) beteiligt. Zwischen 1986 und 1993 arbeitete er als Reporter und stellvertretender Leiter des Landesbüros Süd von RTL plus sowie als Autor verschiedener deutscher RTL-TV-Magazine. Im Jahr 1993 gründete er das RTL-Regionalfenster RTL MÜNCHEN live, dem er 13 Jahre lang als Programmchef und Betriebsleiter vorstand. Als Gründungsgesellschafter und Vorsitzender des Programmbeirates beteiligte sich Brückner im Jahr 1996 am Aufbau des Regionalsenders Oberfranken.TV.

## Auszeichnungen

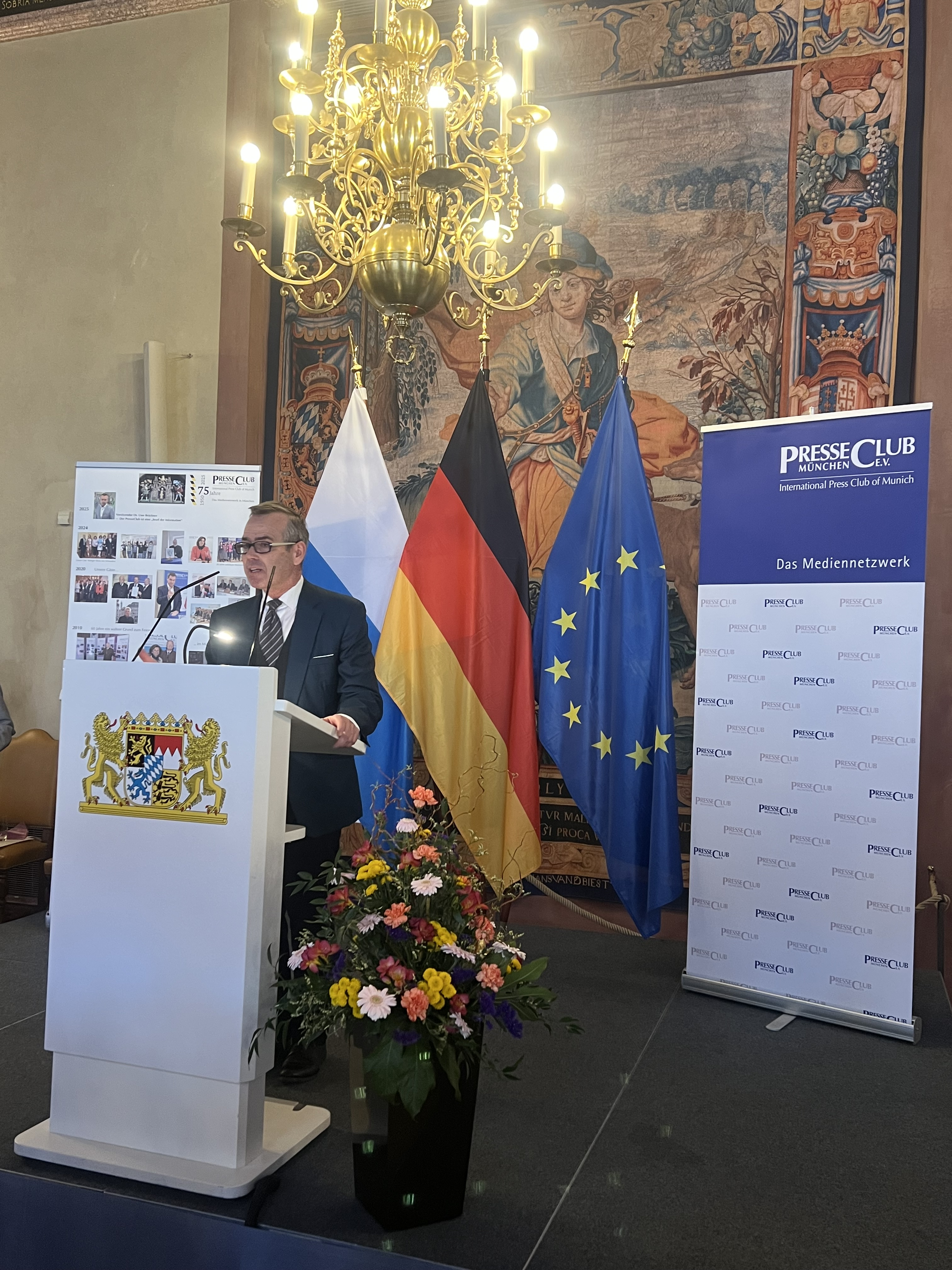
Brückner beim Empfang der Bayerischen Staatsregierung zum 75-jährigen Jubiläum des PresseClubs München im Kaisersaal der Münchner Residenz, 3. April 2025.

- 1993: Großer Preis der Deutschen Verkehrssicherheit für die Reportageserie Menschenskinder
- 1992: Bayerischer Lokalfernsehpreis[10] „Beste Reportage“ für RTL München live
- 1988: Einladung Wettbewerb „Hofer Filmtage“ für den Dokumentarfilm ...und einmal muss halt Schluss sein
- 1986: Prädikat „Besonders wertvoll“ für den Dokumentarfilm ... und einmal muss halt Schluss sein[11]
- 1985: Prädikat „Wertvoll“ für die Dokumentarfilme Air und Maschinenspiel[12]
- 1984: Preis der Jury beim Internationalen Sportfilmfestival Perugia[13] für den Dokumentarfilm Maschinenspiel

## Sonstiges
Er ist seit 2018 Sektionssprecher für Fernsehjournalismus der Deutschen Akademie für Fernsehen, Gründungsmitglied der Bayerischen Akademie für Fernsehen (BAF) in München sowie seit 2016 stellvertretender Vorsitzender, seit 2020 Vorsitzender des Internationalen PresseClubs München. Brückner hatte Lehraufträge an Akademien, Fachhochschulen und Universitäten, u. a. der LMU München, der Universität Augsburg, der FH macromedia Campus München, der Bayerischen Akademie für Marketing und Werbung München, der BAF und an der Hochschule für Fernsehen und Film München. Er war Schüler des Konzertpianisten Hans-Dieter Bauer.
Brückner promovierte im Jahr 2018 an der Filmuniversität Babelsberg Konrad Wolf im Fachbereich Medienwissenschaft zum Dr. phil. mit einer Arbeit über die Glaubwürdigkeit von Business-TV-Sendungen.